# Universidad del Desarrollo del Estado de Puebla
La Universidad del Desarrollo es una Universidad Pública en el Estado de Puebla, en México.

## Historia
El Centro Internacional de Prospectiva y Altos Estudios (CIPAE), en concordancia con el Programa Educativo Poblano (PEP) 1993-1999, generó el modelo de la UNIDES, que nació el 4 de julio de 1997. Su oferta educativa llega a poblaciones del interior del estado de Puebla, con campus ubicados en algunas comunidades consideradas de alta marginación y de extrema pobreza, en las diferentes sierras del estado.

## Organización
El modelo educativo en los campus es semiescolarizado y de autoaprendizaje. Actualmente existen diecisiete: